# Palača Smekja
Palača Smekja (Smekija, Smecchia, u narodu Smeća) je palača peraškog bratstva (kazade) Smekja.
Nalazi se u priobalnom dijelu središta Perasta. Ova trokatna palača dominira gradskim središtem. Riječ je o najvećoj palači u Boki kotorskoj. Treći je kat palače sužen i tip je proširene vidionice. Na drugom i trećem katu su balkoni s balustradom. Palača je sagrađena 1764. godine. U vrijeme izgradnje palače obitelj Smekja doživjela je vrhunac kada je član obitelji Petar Smekja uspostavio veze između Mletaka i baltičkih zemalja.
Današnja namjena palače Smeća je stambena.

## Vanjske poveznice
- (srpski)  Veroljub Trifunović Veroljub Trifunović: Perast - gospodar luka: 47: Smekija